# Sericosema wilsonensis
Sericosema wilsonensis là một loài bướm đêm trong họ Geometridae.